# 阿部正蔵
阿部 正蔵（あべ しょうぞう、? - 嘉永元年9月4日（1848年9月30日））は、江戸時代後期の旗本で、江戸北町奉行。白河藩阿部家の分家で石高は3000石。官位は従五位下・遠江守。阿部正良の子。
天保12年（1841年）6月24日に天保の改革時の大坂西町奉行となった。近年物価が騰貴した原因は、株仲間解散令による大坂への物資廻送量の減に起因するとし、問屋商人を通した流通統制強化の提言を行った。天保14年（1843年）2月24日に江戸北町奉行となり、同年10月1日に小姓組番頭に転じた。墓所は池上本門寺。

## 家族
長男の阿部正定は宗家（白河藩）を継いだため、次男の阿部正外が父の跡を継いだが、後に幕命で正外が宗家（白河藩）を継ぎ老中となった。
三男阿部邦之助（1839-1895、別名・阿部潜）は旗本の曾根家に養子入りしていたが、兄の正外が宗家を相続するに際して実家に戻り、これを相続した。歩兵差図役頭取勤方、寄合から、1867年に目付となり、維新後は公議所御用取扱として議事制度創設に尽力した。陸軍頭、陸軍重立取扱を経て徳川家の駿河移封に随行し、沼津兵学校創始者の一人となった。1869年沼津奉行、静岡藩少参事兼軍事掛ののち、1870年に広島藩、鹿児島藩に御貸人として派遣され、広島藩兵学校の設立顧問などを務める。1871年大蔵省七等出仕。大蔵理事官随行として岩倉使節団に参加し、帰国後官を辞して、尾去沢銅山、大葛金山経営や養蚕・醤油醸造事業などを手掛けた。